# Juan Ángel Albín
Juan Ángel Albín Leites (Salto, 17 de julho de 1986) é um futebolista uruguaio que atua como meia. Entre títulos conquistados, foi campeão uruguaio e mexicano. Jogou pelo Rampla Juniors, do Uruguai, atuou também na Espanha, no México, na Romênia, e em 2024 começou a jogar na Costa Rica, pelo clube Municipal Grecia.

## Títulos
Club Nacional de Football
- Campeonato Uruguaio (2): 2005, 2005–06[2]

Veracruz
- Copa México: Clausura 2016[3]

Club Atlético Universitario (Universitario de Salto)
- Copa Nacional de Clubes, Uruguai: 2023[4]